# Ethiopian Women's Welfare Organization
Ethiopian Women's Welfare Organization var en kvinnoorganisation i Etiopien, grundad 1935. 
Föreningen bildades av två kända kvinnliga patrioter med högt anseende, Shewareged Gedle och Sinidu Gebru. Den bildades under en period när den organiserade kvinnorörelsen uppkom i Etiopien. Dess syfte var uttryckligen att verka för kvinnors intressen, och som sådan var det den första kvinnoföreningen av sitt slag i Etiopien, där de övriga kvinnoföreningarna vid denna tid var antingen välgörenhetsföreningar eller patriotiska föreningar. Senare samma år invaderades och ockuperades dock landet av Italien 1935-1936, vilket avslutade föreningens verksamhet. Någon verklig feministisk förening skulle inte uppkomma igen i landet förrän 1974. 